# João Rodrigues Vieira
Pour les articles homonymes, voir Castro.
João Rodrigues Vieira, née en 1934 à Vidago et mort en 2009, est un peintre portugais.

## Biographie
Né en 1934 à Vidago, João Vieira séjourne à Londres et à Paris de 1957 à 1961. Il est membre du groupe KWY et enseigne à l'Escola Superior de Artes Decorativas à Lisbonne où il vit et travaille. Il a une passion particulière pour l'introduction des formes de lettres imprimées dans ses compositions, qui se caractérisent par des tons abstraits, harmonieux et poétiques.
Il meurt en 2009.